# S pomocí přátel
S pomocí přátel je studiové album českého zpěváka Karla Gotta, které vydalo v září 2014 vydavatelství Supraphon. Kromě písní, které nazpíval Gott sám, obsahuje duety s Monikou Bagárovou, Olgou Lounovou, Radkem Bangou a Michalem Malátným. Písně pro Gotta napsali například Martin Chodúr, Viktor Dyk a Michal David a na textech se podíleli mimo jiné Karel Šíp, Pavel Vrba a Eduard Krečmar. Prvním singlem z alba byla píseň „Chci tě“ z dílny Vaša Patejdla a Lubomíra Zemana. Dvě písně pochází od německých autorů s texty přepsanými do češtiny. Píseň „Kluk s velkou vášní“ byla věnována Jiřímu Štaidlovi. Jde o Gottovo první album s autorskými písněmi po deseti letech.

## Seznam skladeb
1. Chci zpátky dát čas
2. Tak pojď se mnou (s Radkem Bangou)
3. Obraz žen
4. Chci tě
5. Pátý den
6. Dál jedu si svou
7. Místa, která znáš (s Monikou Bagárovou)
8. Pondělí (s Michalem Malátným)
9. Právě vchází
10. Láska, to je déšť
11. Doufej
12. Kluk s velkou vášní
13. Dál za obzor (s Olgou Lounovou)
14. Testament